# 本通 (函館市)
本通（ほんどおり）は、北海道函館市の地名。同市市街地中央部に位置し、都市計画道路本通中央線に沿って広がる。本通1-4丁目が存在する。郵便番号は041-0851。

## 概要
本通地区は、旧亀田市の一部で、1993年に編入合併され、函館市となった。史跡五稜郭と、道道100号線（産業道路）に隣接し、また、同市内において、一つの町丁として最大級の人口規模を誇る。

## 主な施設

### 公共施設
- 函館市立本通小学校
- 函館市立南本通小学校

- 函館市立本通中学校
- 函館本通郵便局
- 本通公園
- せせらぎ公園
- 川原緑道

### 商業施設
- ラルズマート本通店
- 業務スーパー本通店
- スーパー魚長本通店
- モスバーガー函館本通一丁目店
- ラッキーピエロ 本通店
- ケンタッキーフライドチキン函館本通店
- プレイランドハッピー 本通店
- 魚べい 函館本通店

## 引用
1. ↑  “函館市の都市計画道路”. 2024年9月3日閲覧。
2. ↑  “【函館市史 亀田市編】(年表)”. adeac.jp. 2024年9月3日閲覧。